# Simtek
La Simtek Grand Prix è stata una scuderia inglese di Formula 1, attiva nei campionati 1994 e 1995. Ha esordito al Gran Premio del Brasile 1994, disputando un totale di 21 corse senza mai ottenere punti.

## Storia

### Simtek Research Ltd.
Nel 1989 Max Mosley e Nick Wirth, rispettivamente cofondatore e progettista del team, uscirono dalla March (rinominata Leyton House in seguito all'acquisto da parte dell'omonima società finanziaria giapponese) e decisero di fondare un'azienda specializzata in consulenze aerodinamiche per gli sport automobilistici. Grazie anche ai finanziamenti ed ai contatti di Mosley, la Simtek (abbreviazione di Simulation Technology) Research Ltd. crebbe rapidamente, ricevendo commesse anche dalla FIA e dal governo francese e curando il progetto e la realizzazione di una galleria del vento per la Ligier. La Simtek si occupò anche di due progetti per la Formula 1, per conto della BMW nel 1990 e della Bravo Grand Prix nel 1993, ma nessuno dei due team vide la luce, anche se i due telai costruiti per la casa tedesca furono acquistati, due anni più tardi, da Andrea Sassetti per il suo team Andrea Moda; nel frattempo, nel 1992, Mosley era uscito dalla società, lasciandola completamente nelle mani di Wirth.

### Simtek Grand Prix
Il tecnico inglese, deciso a competere in Formula 1 con un suo progetto, decise quindi di fondare un proprio team di Formula 1: nell'agosto del 1993 nacque la Simtek Grand Prix, con una partecipazione nella società anche da parte del tre volte Campione del Mondo Jack Brabham. Programmato l'ingresso del team nel campionato per il 1994, Wirth concluse un accordo di sponsorizzazione con l'emittente televisiva MTV, cominciando poi a progettare la Simtek S941. Tuttavia, la vettura di Wirth prevedeva l'utilizzo di sospensioni attive, che furono poco dopo bandite dalla FIA; l'ingegnere inglese si trovò a dover ridisegnare in tutta fretta la monoposto, che quindi risultò piuttosto convenzionale. Come piloti furono ingaggiati David Brabham (figlio del co-proprietario) e l'esordiente austriaco Roland Ratzenberger.
L'inizio fu, come prevedibile, piuttosto difficile: le S941 pagavano pesanti distacchi rispetto alle monoposto di testa e in Brasile il solo Brabham riuscì a qualificarsi, finendo la gara in dodicesima posizione, mentre nel Gran Premio del Pacifico Ratzenberger terminò undicesimo.

#### La morte di Ratzenberger

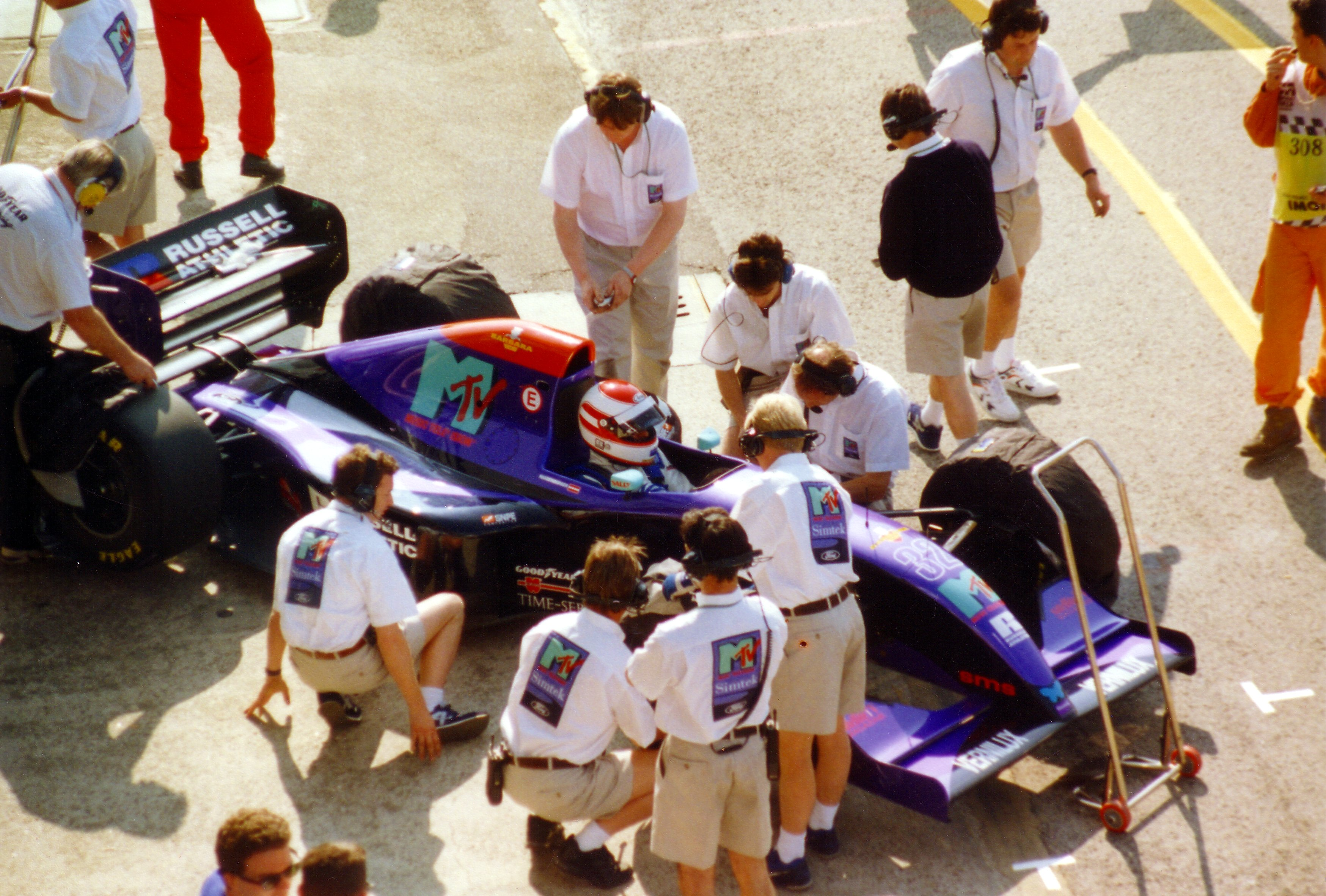
Ratzenberger al Gran Premio di San Marino.

A Imola successe il dramma. Durante la sessione di qualifiche del sabato la vettura di Ratzenberger si schiantò contro le barriere della curva Villeneuve a causa del distacco dell'alettone anteriore, danneggiatosi in seguito a un violento passaggio sui cordoli. Fu il primo incidente mortale in un evento ufficiale dopo la morte di Riccardo Paletti nel 1982; l'avvenimento scosse profondamente il team e il paddock, colpito il giorno dopo anche dalla morte di Ayrton Senna.

#### Il prosieguo del 1994
Nonostante il duro colpo Wirth decise di continuare, schierando la sola vettura di David Brabham a Monaco e ingaggiando l'italiano Andrea Montermini in sostituzione dello sfortunato Ratzenberger per il Gran Premio di Spagna. Tuttavia, anche Montermini fu protagonista di un brutto incidente, che gli causò delle leggere ferite e gli impedì di prendere parte alle gare successive; nell'occasione Brabham portò la sua vettura al traguardo in decima posizione. Dopo aver disputato anche il Gran Premio del Canada con il solo Brabham, la Simtek mise sotto contratto il pilota francese Jean-Marc Gounon; proprio quest'ultimo ottenne, nella gara di casa, il miglior piazzamento per il team, concludendo nono. A fine stagione però la situazione finanziaria della squadra era divenuta decisamente precaria e Wirth fu costretto ad assumere dei piloti paganti, Domenico Schiattarella e Taki Inoue.

#### Il difficile 1995 e il ritiro anticipato

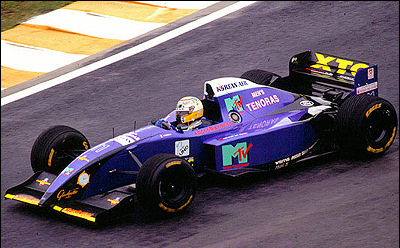
Domenico Schiattarella impegnato con la sua Simtek nella stagione 1995

Il 1994 era stato un anno molto difficile e il 1995 non partiva con prospettive molto migliori; MTV ridusse infatti il proprio supporto economico al team, che si trovò quindi a disputare la stagione con un budget estremamente risicato. Wirth fu quindi nuovamente costretto a far ricorso a piloti paganti, confermando Schiattarella per la prima metà di stagione e mettendo sotto contratto il giapponese Hideki Noda per le ultime otto gare; la seconda vettura fu invece affidata a Jos Verstappen. Nonostante le difficoltà economiche, la nuova S951 si dimostrò piuttosto competitiva, tanto da permettere al pilota olandese di qualificarsi a metà schieramento e, nel Gran Premio d'Argentina, di raggiungere la zona punti prima di essere costretto al ritiro per problemi al cambio. I debiti erano però sempre più consistenti: al Gran Premio di Monaco la squadra si presentò con le attrezzature ridotte al minimo, ritirandosi poi definitivamente dalla Formula 1 a partire dalla gara successiva. Le proprietà della squadra furono messe all'asta nel luglio del 1995.

## Principali piloti
- David Brabham (1994): 16 GP
- Jean-Marc Gounon (1994): 7 GP
- Domenico Schiattarella (1994-1995): 6 GP
- Jos Verstappen (1995): 5 GP
- Roland Ratzenberger (1994): 1 GP
- Taki Inoue (1994): 1 GP

## Risultati completi in Formula 1
| Anno | Vettura | Motore  | Gomme | Piloti        |    |     |     |     |    |    |     |    |     |     |     |     |     |     |     |     |  | Punti | Pos. |
| ---- | ------- | ------- | ----- | ------------- | -- | --- | --- | --- | -- | -- | --- | -- | --- | --- | --- | --- | --- | --- | --- | --- |  | ----- | ---- |
| 1994 | S941    | Ford HB | G     | Brabham       | 12 | Rit | Rit | Rit | 10 | 14 | Rit | 15 | Rit | 11  | Rit | Rit | Rit | Rit | 12  | Rit |  | 0     | 13º  |
| 1994 | S941    | Ford HB | G     | Ratzenberger  | NQ | 11  | NP  |     |    |    |     |    |     |     |     |     |     |     |     |     |  | 0     | 13º  |
| 1994 | S941    | Ford HB | G     | Montermini    |    |     |     |     | NQ |    |     |    |     |     |     |     |     |     |     |     |  | 0     | 13º  |
| 1994 | S941    | Ford HB | G     | Gounon        |    |     |     |     |    |    | 9   | 16 | Rit | Rit | 11  | Rit | 15  |     |     |     |  | 0     | 13º  |
| 1994 | S941    | Ford HB | G     | Schiattarella |    |     |     |     |    |    |     |    |     |     |     |     |     | 19  |     | Rit |  | 0     | 13º  |
| 1994 | S941    | Ford HB | G     | Inoue         |    |     |     |     |    |    |     |    |     |     |     |     |     |     | Rit |     |  | 0     | 13º  |

| Anno | Vettura | Motore   | Gomme | Piloti        |     |     |     |    |     |  |  |  |  |  |  |  |  |  |  |  |  | Punti | Pos. |
| ---- | ------- | -------- | ----- | ------------- | --- | --- | --- | -- | --- |  |  |  |  |  |  |  |  |  |  |  |  | ----- | ---- |
| 1995 | S951    | Ford EDB | G     | Schiattarella | Rit | 9   | Rit | 15 | NP  |  |  |  |  |  |  |  |  |  |  |  |  | 0     | 13º  |
| 1995 | S951    | Ford EDB | G     | Verstappen    | Rit | Rit | Rit | 12 | Rit |  |  |  |  |  |  |  |  |  |  |  |  | 0     | 13º  |

| Legenda | 1º posto     | 2º posto | 3º posto    | A punti         | Senza punti/Non class.  | Grassetto – Pole position Corsivo – Giro più veloce |
| Legenda | Squalificato | Ritirato | Non partito | Non qualificato | Solo prove/Terzo pilota | Grassetto – Pole position Corsivo – Giro più veloce |